# Gethyllis heinzeana
Gethyllis heinzeana är en amaryllisväxtart som beskrevs av D.Müll.-doblies. Gethyllis heinzeana ingår i släktet Gethyllis och familjen amaryllisväxter. Inga underarter finns listade i Catalogue of Life.